# Даніель Вільямс
Даніель Вільямс (англ. Daniel Williams; нар. 8 березня 1989, Карлсруе) — німецький і американський футболіст, півзахисник англійського клубу «Гаддерсфілд Таун» та національної збірної США.

## Клубна кар'єра
Народився 8 березня 1989 року в німецькому Карлсруе в родині американського військовика. Вихованець футбольних шкіл клубів «Карлсруе» та «Фрайбург».
У дорослому футболі дебютував 2008 року виступами за другу команду «Фрайбурга», в якій провів два сезони, взявши участь у 60 матчах чемпіонату. З 2010 року почав залучатися до ігор головної команди фрайбурзького клубу, за яку наступного сезону провів 14 матчів.
2011 року уклав контракт з клубом «Гоффенгайм 1899», у складі якого провів наступні два роки своєї кар'єри гравця. Більшість часу, проведеного у складі «Гоффенгайма», був основним гравцем команди.
До складу «Редінга» приєднався 25 червня 2013 року, уклавши з англійським клубом чотирирічний контракт.

## Виступи за збірні
2004 року гравець, що має подвійне громадянство США та Німеччини, дебютував у складі юнацької збірної Німеччини, взяв участь у 3 іграх на юнацькому рівні.
2011 року, вирішивши на рівні національних збірних грати за США, дебютував в офіційних матчах у складі збірної цієї країни. Наразі провів у формі головної футбольної команди США 13 матчів.